# Leif Carlsson (ishockeytränare)
Leif Carlsson, född den 18 februari 1965 i Ludvika, är en svensk ishockeytränare och före detta spelare som bland annat tränat Färjestad BK.

## Biografi
Carlssons moderklubb är Ludvika HC. Han spelade en säsong i Mora IK innan han 1983 gick över till Färjestad. Han gjorde också totalt 12 landskamper i U18- och U20-landslagen. I Färjestad spelade Carlsson först sex säsonger innan han gick till Frölunda HC, där han stannade tre år innan han återvände till Färjestad. Totalt har han spelat 446 elitseriematcher för Färjestad och Frölunda, och han tog guld med Färjestad 1985/86 och 1987/88. Carlsson hann även med en säsong i schweiziska EHC Biel, fyra säsonger i tyska Eisbären Berlin och en säsong i den numera nedlagda tyska föreningen Revierlöwen Oberhausen, innan han återvände till Sverige och avslutade spelarkarriären med två säsonger i Grums IK.
2005 blev Carlsson assisterande tränare i Färjestad och var med och ledde laget till ett SM-guld, innan han året därpå gick till Skåre BK i division 1 och tog över som huvudtränare. Han stannade där i fyra säsonger innan han återvände till Färjestad som assisterande tränare till säsongen 2010/11 - även det ett SM-guldår för laget. I januari 2012 tog han över rollen som huvudtränare i FBK efter sparkade Niklas Czarnecki. Mellan 2014 och 2016 bytte han roll till sportchef i Färjestad, innan han åter gick in som huvudtränare i föreningen under säsongen 2016-17. Efter ett tidigt uttåg i slutspelet valde dock FBK att bryta med Carlsson.
I oktober 2017 tog Leif Carlsson över som huvudtränare för Leksands IF som hade haft en svag säsongsinledning i Hockeyallsvenskan. I Carlssons regi klättrade laget i tabellen men misslyckades att ta sig tillbaka till SHL. Under säsongen som följde hamnade laget i en djup svacka och i december 2018, efter nio raka förluster, sparkade Leksand Leif Carlsson från tränarposten.